# Teatr im. Stefana Żeromskiego w Kielcach
Teatr im. Stefana Żeromskiego w Kielcach – teatr, który znajduje się w jednej z zabytkowych kamienic przy ulicy Sienkiewicza. Obecna nazwa funkcjonuje od 1946 roku. Odbywa się tu kilka premier rocznie. Poza swoim repertuarem teatr prezentuje także spektakle zapraszanych zespołów. Każdy sezon kończy się plebiscytem o „Dziką Różę”, podczas którego publiczność nagradza najlepszych aktorów i najpopularniejsze przedstawienia.
W latach 1946–1976 istniała filia Teatru w Radomiu.
Od 2021 roku trwał generalny remont siedziby Teatru, który planowo miał zakończyć się w 2023 roku, jednak ostatecznie trwał do sierpnia 2024 roku. W tym czasie spektakle są przedstawiane w Wojewódzkim Domu Kultury.